# Sly and Robbie

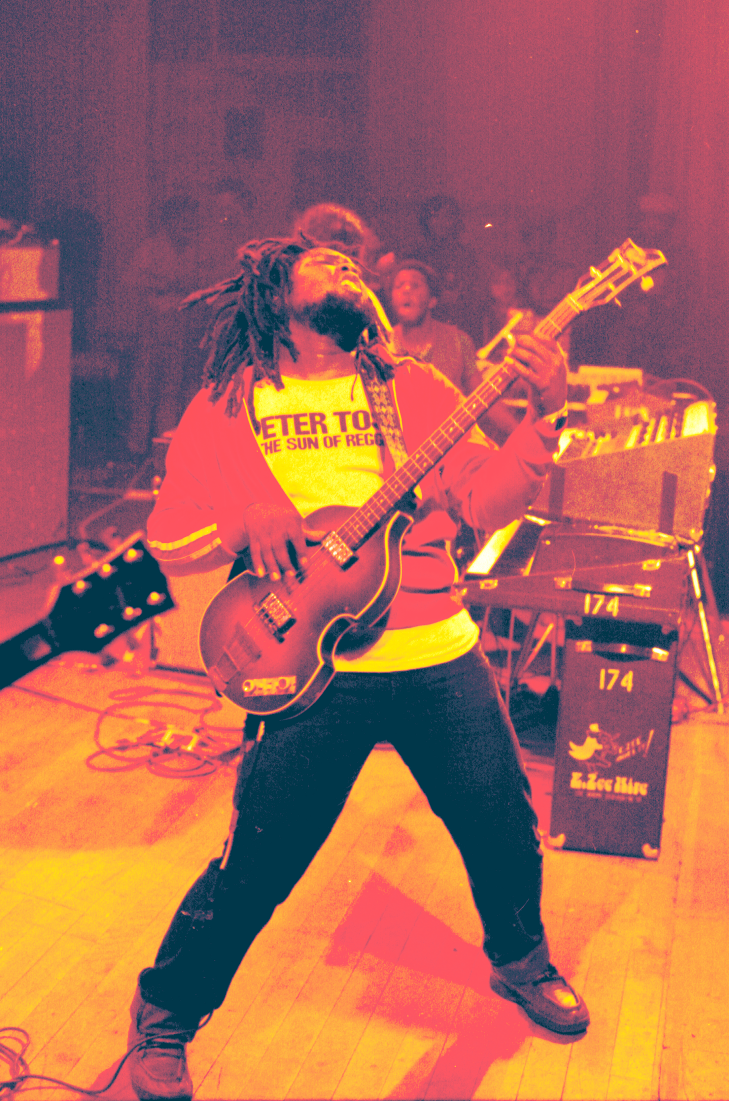
Robbie Shakespeare op tournee met Peter Tosh

Sly and Robbie was een Jamaicaans reggaeproducersduo dat samenwerkte sinds de jaren zeventig. Het bestond uit drummer Sly Dunbar en basgitarist Robbie Shakespeare.
Sly en Robbie hebben als groep tientallen albums uitgebracht en daarnaast samengewerkt met veel reggaeartiesten maar ook met Bob Dylan, Grace Jones, Mick Jagger, Ian Dury, Madonna en Serge Gainsbourg. Volgens een schatting heeft het duo meegewerkt aan 200.000 nummers.